# 6 maggio
Il 6 maggio è il 126º giorno del calendario gregoriano (il 127º negli anni bisestili). Mancano 239 giorni alla fine dell'anno.

## Eventi
- 1527 – I Lanzichenecchi, truppe tedesche al servizio di Carlo V d'Asburgo, saccheggiano Roma; alcuni storici considerano questa data la fine del Rinascimento;
- 1536 – Re Enrico VIII ordina di porre una Bibbia tradotta in lingua inglese in tutte le chiese del regno;
- 1542 – Il gesuita Francesco Saverio arriva a Goa, allora possedimento portoghese, per evangelizzare gli indiani;
- 1622 – Guerra dei trent'anni: nella battaglia di Wimpfen le forze cattoliche guidate dal conte di Tilly sconfiggono i protestanti capitanati dal conte Ernst von Mansfeld e dal margravio Giorgio Federico di Baden-Durlach;
- 1682 – Luigi XIV di Francia sposta la sua corte a Versailles;
- 1686 – Trattato di Mosca: pace perpetua tra Polonia-Lituania e Regno russo, con conseguente integrazione nel regno russo della Bielorussia e della Piccola Russia; il trattato termina formalmente la guerra russo-polacca (1654-1667) e conferma gli accordi raggiunti nell'Armistizio di Andrussowo nel 1667;
- 1757 – Guerra dei sette anni: nella battaglia di Praga l'esercito prussiano sconfigge quello austriaco;
- 1816 – Viene fondata a New York la American Bible Society;
- 1835 – James Gordon Bennett Sr. pubblica il primo numero del New York Herald;
- 1840 – Entra in uso nel Regno Unito il Penny Black, primo francobollo della storia;
- 1848 – Prima guerra d'indipendenza italiana: nella cruenta battaglia di Santa Lucia gli austriaci di Josef Radetzky sconfiggono i piemontesi di Carlo Alberto; il bilancio è di 182 morti, di cui 110 piemontesi, e circa un migliaio di feriti;
- 1851 – Viene brevettato il frigorifero;
- 1854 – Dopo il fiasco dell'anno prima al Gran Teatro La Fenice, La traviata di Giuseppe Verdi viene riproposta a Venezia nel Teatro San Benedetto: è un successo strepitoso dovuto soprattutto alla nuova interprete, la giovane soprano Maria Spezia Aldighieri che, anche nell'aspetto, richiamava la figura di Violetta, ovvero la protagonista del romanzo La signora delle camelie di Alexandre Dumas (figlio);
- 1861 – Stati Uniti d'America: l'Arkansas secede dall'Unione;
- 1877 – Rendendosi conto che la sua gente era indebolita da freddo e fame, il capo Cavallo Pazzo degli Oglala Sioux si arrende alle truppe statunitensi in Nebraska;
- 1889 – La Torre Eiffel viene ufficialmente aperta al pubblico, durante l'Esposizione universale di Parigi;
- 1896 – Grecia: per celebrare la I Olimpiade dell'era moderna viene emesso un francobollo speciale;
- 1906 – Si corre in Sicilia la prima edizione della Targa Florio, famosa corsa automobilistica;
- 1910 – Giorgio V diventa re del Regno Unito a seguito della morte del padre, Edoardo VII;
- 1937 – Lo Zeppelin tedesco LZ 129 Hindenburg, prende fuoco e viene distrutto nel giro di un minuto, mentre tentava di atterrare a Lakehurst (New Jersey), uccidendo oltre 30 persone;
- 1940 – John Steinbeck riceve il Premio Pulitzer per il suo romanzo Furore;
- 1942 – Seconda guerra mondiale: a Corregidor, le ultime forze statunitensi nelle Filippine si arrendono ai giapponesi;
- 1944 – Mohandas Gandhi viene liberato dalla prigione;
- 1945 – Seconda guerra mondiale: Axis Sally trasmette il suo ultimo messaggio propagandistico alle truppe Alleate (il primo era datato 11 dicembre 1941);
- 1947 – Venezia, una corte militare condanna a morte per crimini di guerra il generale tedesco Albert Kesselring, comandante delle truppe in Italia; la sentenza verrà convertita in ergastolo dal generale inglese John Harding, ma il 23 ottobre 1952 verrà infine graziato;
- 1954 – L'atleta britannico Roger Bannister diventa il primo uomo a percorrere il miglio in meno di quattro minuti;
- 1962 – Antonio Segni viene eletto quarto presidente della Repubblica Italiana con 443 voti su 854; presterà giuramento il successivo 11 maggio;
- 1967 – Papa Paolo VI riceve in Vaticano le attrici Claudia Cardinale e Antonella Lualdi: sono le prime persone a indossare delle minigonne nello Stato della Chiesa;
- 1973 – USA: il Senato inizia l'inchiesta sullo Scandalo Watergate;
- 1976 – Il Terremoto del Friuli causa ingentissimi danni e circa 1000 morti di cui la maggior parte nelle zone del centro-nord della regione;
- 1981 – Una giuria di architetti e scultori sceglie all'unanimità il disegno di Maya Ying Lin per il Vietnam Veterans Memorial, fra altre 1421 proposte pervenute;
- 1994 – Elisabetta II del Regno Unito e il presidente francese François Mitterrand inaugurano l'apertura dell'Eurotunnel, un tunnel sotto La Manica che collega l'Inghilterra alla Francia per la prima volta dalla Glaciazione Würm;
- 1998 – La Società Sportiva Lazio è la prima squadra di calcio italiana a essere quotata alla Borsa di Milano nell'indice FTSE Italia Small Cap[1];
- 2002 – Jean-Pierre Raffarin diventa primo Ministro della Francia;
- 2004 – USA: viene trasmesso in televisione l'ultimo episodio della sitcom Friends;
- 2006 – Muore Lillian Asplund, l'ultima testimone oculare della tragedia del RMS Titanic ancora in vita, che all'epoca dei fatti aveva sei anni;
- 2007 – In Francia il ballottaggio tra Ségolène Royal e Nicolas Sarkozy per le elezioni presidenziali vede vittorioso il candidato conservatore;
- 2008 – Aung San Suu Kyi viene premiata con la medaglia d'onore;
- 2012 – François Hollande viene eletto 24º presidente della Repubblica francese;
- 2023 – Incoronazione di re Carlo III del Regno Unito e della regina Camilla.

## Nati
Ci sono circa 1 120 voci su persone nate il 6 maggio; vedi la pagina Nati il 6 maggio per un elenco descrittivo o la categoria Nati il 6 maggio per un indice alfabetico.

## Morti
Ci sono circa 510 voci su persone morte il 6 maggio; vedi la pagina Morti il 6 maggio per un elenco descrittivo o la categoria Morti il 6 maggio per un indice alfabetico.

## Feste e ricorrenze

### Civili
Internazionali:
- Giornata internazionale contro le diete
- Giornata mondiale del colore[2]

Nazionali:
- Bulgaria - Festa delle Forze armate[3]
- Libano e Siria – Festa dei martiri (onora la memoria dei nazionalisti giustiziati a Damasco e a Beirut da Ahmed Cemal Pascià, governatore locale ottomano, nel 1916)

### Religiose
Cristianesimo:
- Santa Benedetta di Roma, vergine
- San Domenico Savio, per la Famiglia salesiana e le Diocesi del Piemonte
- Sant'Edberto di Lindisfarne, vescovo
- Sant'Evodio di Antiochia, vescovo
- San François de Montmorency-Laval, vescovo
- San Lucio di Cirene, vescovo
- Santi Mariano e Giacomo, martiri
- San Pietro Nolasco, religioso
- San Protogene di Harran, vescovo
- Santa Sennara, vedova gallese
- San Venerio, vescovo
- Beata Anna Rosa Gattorno, fondatrice delle Figlie di Sant'Anna
- Beato Bartolomeo Pucci-Franceschi, sacerdote francescano
- Beata Maria Caterina di Santa Rosa Troiani, fondatrice delle Suore francescane missionarie del Cuore Immacolato di Maria
- Beati Edoardo Jones e Antonio Middleton, martiri
- Beati Enrico Kaczorowski e Casimiro Gostynski, sacerdoti e martiri
- Beata Jutta di Sangerhausen (Giuditta), vedova
- Beati Pietro de Tornamira e Guglielmo Tandi, mercedari
- Beato Pietro I di Tarantasia, vescovo
- Beato Ponzio de Barellis, mercedario
- Đurđevdan, festa in onore di San Giorgio, celebrata in Serbia e molti altri Paesi balcanici oltre che presso le comunità Rom (Chiesa ortodossa)